# Alla (California)
Alla es un área no incorporada ubicada en el condado de Los Ángeles en el estado estadounidense de California.

## Geografía
Alla se encuentra ubicada en las coordenadas 33°58′52″N 118°25′47″O / 33.98111, -118.42972.